# Giacinto Carini
Giacinto Carini (Palermo, 20 maggio 1821 – Roma, 16 gennaio 1880) è stato un politico e patriota italiano.

Il Gen. Giacinto Carini (da una foto di Schemboche di Torino)

Partecipò alla rivoluzione siciliana del 1848, fu garibaldino, generale e deputato al Parlamento.

## Biografia
Nacque a Palermo il 20 maggio 1821. Quando il padre, direttore delle Finanze siciliane, morì, ereditò un cospicuo patrimonio, che decise di dedicare in parte al commercio, diventando uno dei primi a introdurre l’utilizzo di macchine a vapore per la mondatura del sommacco. La grande repressione seguita ai moti del ‘37, lo spinse verso un orientamento liberale; ebbe in amicizia liberali come Mariano Stabile e Salvatore Vigo, che talvolta lo aiutò nella sua imprenditoria agricola. Nel 1848, non ancora ventisettenne, partecipò alla rivoluzione per l'indipendenza siciliana scoppiata il 12 gennaio: Carini fu tra i componenti del Primo comitato.
Venne nominato colonnello da Ruggero Settimo (capo del governo che si venne ad istituire provvisoriamente), che gli affidò il comando del I reggimento di cavalleria: il compito di Giacinto Carini era quello di ristabilire l'ordine a Burgio, nel circondario di Bivona (provincia di Girgenti), paese in preda ai tumulti e agli eccessi.
Quando nel 1849 venne restaurato il regime borbonico, trovò rifugio a Parigi, mantenendo tuttavia un rapporto epistolare con amici e colleghi politici rimasti sul territorio siciliano. Durante la sua residenza in Francia, Carini ebbe modo di conoscere numerosi patrioti esuli, come Giuseppe la Farina e Costanzo Ferrari, ed anche esponenti del mondo culturale francese, come Victor Hugo, e Alexandre Dumas, di cui rimane una lettera inviata a Carini in occasione della battaglia di Milazzo, e della spedizione dei Mille di Garibaldi in Sicilia. A causa dei nuovi contatti con esuli, andò cambiando le sue idee politiche, affacciandosi all'unitarismo. Protestò contro la ritrattazione in Sicilia dell'atto di decadenza della monarchia borbonica, e firmò una protesta contro il decreto del re di Napoli con il quale era stato imposto all'isola un debito di 20 milioni di ducati annullando il debito del '48 causato dal governo rivoluzionario. Mentre in Italia prende campo la politica Cavouriana ed il progetto monarchico dell’unificazione, sotto la guida di Garibaldi, Cavour e Vittorio Emanuele II, Carini segue la politica del proprio paese, attraverso anche la pubblicazione di un periodico la cui stampa fu autorizzata dallo stesso Napoleone III.
Visse a Parigi fino al 1859, anno in cui si arruolò nei Cacciatori delle Alpi combattendo nella seconda guerra d'indipendenza.
Nel 1860, spinto dalla voglia di liberare la Sicilia dal dominio dei Borboni, si aggregò insieme ai Mille guidati da Giuseppe Garibaldi: salpò con essi da Quarto e combatté valorosamente nelle battaglie di Calatafimi, dove col grado di capitano comandava la 6ª Compagnia, e di Palermo, dove fu al comando di uno dei due battaglioni che attaccarono la città. Il 29 maggio 1860 venne gravemente ferito da una pallottola al braccio sinistro a Porta di Termini, mentre respingeva le forze di Von Mekel, come viene ricordato da una lapide murata sulla fiancata del muraglione dove un tempo era fissata la porta. Venne allora nominato da Garibaldi ispettore generale della cavalleria. Con l'annessione fu chiamato nel Consiglio di luogotenenza della Sicilia e comandante della Guardia nazionale di Palermo.
Dopo l'unità d'Italia, entrò il 18 aprile 1862 nell'esercito regolare italiano, dove con il grado di generale di brigata combatté nella terza guerra d'indipendenza.
Fu eletto deputato al Parlamento per cinque legislature (dall'ottava alla tredicesima) con la Destra storica, rappresentando il collegio elettorale di Bivona, di Palermo, di Piacenza, di Sant'Arcangelo di Romagna e di Iesi dal 1861 al 1880. Promosso nel 1871 luogotenente generale, comandò dal 1871 al 1877 la divisione di Perugia. Dal 1878 fu messo in disponibilità dal ministro della guerra Mezzacapo, il quale secondo Carini voleva gradualmente allontanarlo dalle istituzioni in quanto siciliano e garibaldino.
La ferita causata nel 1860 da una pallottola non poté più rimarginarsi, portando tormenti e dolori. Morì a Roma il 16 gennaio 1880. Fu sepolto a Palermo nel cimitero dei Cappuccini e il 4 febbraio 1912 le sue ceneri furono traslate nella chiesa di San Domenico. Gli è stato dedicato un busto marmoreo presente all'interno della villetta Falcone-Morvillo, in viale della Libertà a Palermo, e alla base di questa scultura vi è un'epigrafe che recita queste parole:"Al generale Giacinto Carini, che magnanimo nell'esilio, nella pugna prode fra i Mille, la mente il braccio il core, sacrò all'Italia Anche a Roma al Gianicolo è presente un Busto di Giacinto Carini, opera dello scultore Giovanni Rosone. Roma e Padova gli hanno dedicato una via.
Suo figlio Isidoro (1843-1895) fu un religioso, un giornalista e un insigne storiografo e paleografo.